# Тарас Шевченко (фільм, 1926)
«Тарас Шевченко» — український радянський двосерійний німий фільм 1926 року про життя Тараса Шевченка. Режисер фільму — Петро Чардинін. Роль Тараса Шевченка зіграв Амвросій Бучма.

## Історія створення
Фільм був одним із найдорожчих на той час, для підготовки до знімання були залучені спеціалісти з історії, етнографії, літературознавства.
Виробництво здійснила 1-ша кінофабрика Всеукраїнського фотокіноуправління (ВУФКУ) в Одесі.

## Сюжет
Фільм складений із багатьох новел, що ілюструють життя Шевченка-юнака, солдата, поета: важке дитинство в кріпосній сім'ї поміщика Енгельгардта; смерть матері від виснажливої праці на панщині; побої та приниження від мачухи; смерть батька, забитого на стайні за наказом барині; роки сирітства, повні поневіряння й образ.
Тарас проявляє неабиякий талант в живопису. 1830 року його віддають на навчання кріпосному маляру. Художник Іван Сошенко, вгадавши талант у молодому живописцеві, вводить Шевченка в коло визнаних корифеїв живопису — Брюллова, Венеціанова. Вони викупляють у Енгельгардта Тараса Шевченка, який вступає до Академії мистецтв та блискуче її закінчує. Проте поетичний геній переважає в Шевченкові. 1840 року він видає «Кобзаря» — першу збірка віршів, що принесла Шевченкові загальне визнання. Українська буржуазія прагне використати талант Шевченка у своїх цілях. У 1842 році Шевченко повертається в Україну. П'ять років потому його заарештовують у справі «Кирило-Мефодієвського братства». Жорстока розправа настигає великого правдошукача — його віддають в солдати та засилають в Оренбурзьку фортецю без права писати і малювати. Десять років потерпає під рушницею Шевченко, вимушений переносити знущання реакційного офіцерства. І тільки в 1857 році, хворий, він отримує помилування та право виїхати в Нижній Новгород. Клопоти друзів Шевченка допомагають йому перебратися в Москву.
Фільм закінчується сценою смерті поета.

## Знімальна група
- Режисер фільму — Петро Чардинін
- Автори сценарію: Михайло Панченко та Дмитро Бузько
- Оператор — Борис Завелєв
- Художнє оформлення — Василь Кричевський
- Консультант картини — професор Сергій Єфремов
- Редактор — Михайль Семенко

## Актори
- Амвросій Бучма (Тарас Шевченко),

Альтернативний постер до фільму зроблений К. Г. Болотовим

- Василько Людвинський (Тарас в дитинстві),
- Іван Худолєєв (Микола I),
- Микола Панов (батько Тараса),
- Матвій Ляров (поміщик Енгельгардт),
- Іван Замичковський (актор Щепкін),
- Борис Лісовий (поет Жуковський),
- Володимир Лісовський (генерал),
- Віктор Добровольський (Олександр II),
- Аркадій Мальський (диякон),
- Мусій Джура (дід Тараса).

- Юрій Шумський, Іван Капралов, Наталія Ужвій, А. Осташевський, К. Келейніков.

## Випуск
Фільм мав успіх в Україні й закордоном і став найуспішнішим кінопроєктом 1926 року. В УРСР демонструвався скорочений варіант фільму під назвою «Тарасове життя» («Маленький Тарас»), створений Чардиніним в співавторстві з дружиною Маргаритою Барською-Чардиніною та орієнтований на дитячу аудиторію.
18 жовтня 2013 року фільм показали на кіновечорі в Національному художньому музеї України в одній із зал виставки творів Василя Кричевського, що здійснив художнє оформлення фільму.

## Дитяча версія
Під назвою «Тарасове життя» та «Маленький Тарас» творці створили скорочений варіант фільму, що був орієнтований на дитячу аудиторію. Дитяча версія була створена режисером Петром Чардиніним у співавторстві з дружиною Маргаритою Барською-Чардиніною. Дитяча версія також вийшла у прокат 1926 року.